# Wolodymyr Ohrysko

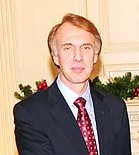
Wolodymyr Ohrysko (2008)

Wolodymyr Stanislawowytsch Ohrysko (* 1. April 1956 in Kiew) ist ein ukrainischer Diplomat und Politiker und war vom 18. Dezember 2007 bis zum 3. März 2009 Außenminister der Ukraine.

## Leben
Wolodymyr Ohrysko schloss 1978 sein Studium an der Staatlichen Kiewer Taras-Schewtschenko-Universität in den Fächern Internationale Beziehungen und Übersetzen (Deutsch) ab. Neben seinem Abschluss erreichte er den akademischen Grad eines Doktors der Geschichtswissenschaft. Im selben Jahr begann er seine diplomatische Laufbahn im Außenministerium der Ukrainischen SSR, wo er als Presseattaché tätig war. Von 1981 bis 1983 leistete er seinen Militärdienst ab. Im Außenministerium der neuerlich unabhängigen Ukraine stieg er in den Rang eines Rates in der Abteilung für politische Analyse und Koordination auf. 1992 bis 1993 und 1994 bis 1996 war er in der diplomatischen Mission seines Landes in Deutschland und 1993 bis 1994 in Österreich tätig. Von 1996 bis 1999 leitete er die Abteilung für Außenpolitik beim ukrainischen Präsidialamt. Danach war er bis 2004 Botschafter der Ukraine in Wien. 2004 bis 2005 war er in der Abteilung für Euro-Atlantische Kooperation des ukrainischen Außenministeriums tätig und wurde 2005 Stellvertreter von Außenminister Borys Tarasjuk. Nachdem dieser mehrmals in der Werchowna Rada nicht die erforderliche Mehrheit zur Bestätigung im Amt erhalten hatte, erklärte er am 30. Januar 2007 seinen Rücktritt. Ohrysko wurde am selben Tag durch Staatspräsident Wiktor Juschtschenko, der gemäß der Verfassung gegenüber der Rada das Vorschlagsrecht für die Besetzung des Außenressorts hat, kommissarisch das Amt des Außenministers übertragen. Am 22. Februar 2007 scheiterte Ohrysko bei der Abstimmung des Parlaments über seine Ernennung zum Außenminister. Er erhielt 196 von 450 Stimmen. Bei einer erneuten Abstimmung am 20. März fiel er mit nunmehr 195 Stimmen wiederum durch. Am 21. März 2007 wurde Arsenij Jazenjuk auf Vorschlag Präsident Juschtschenkos zum Außenminister gewählt. Ohrysko blieb erster Stellvertreter des Außenministers. Jazenjuk wechselte nach den Parlamentswahlen 2007 auf den Posten des Parlamentspräsidenten. Staatspräsident Juschtschenko schlug dem Parlament am 11. Dezember 2007 Wolodymyr Ohrysko als Außenminister der zweiten Regierung Tymoschenko vor. Unmittelbar nach der Wahl Julija Tymoschenkos zur Ministerpräsidentin am 18. Dezember 2007 wurde auch das von ihr und Juschtschenko vorgeschlagene Kabinett vom ukrainischen Parlament bestätigt. Ohrysko wurde so erstmals zum ordentlichen Außenminister der Ukraine gewählt. Im Zusammenhang mit den innenpolitischen Streitigkeiten zwischen Tymoschenko und Juschtschenko, sowie dem Streit zwischen der Ukraine und Rumänien um die gemeinsame Seegrenze im Schwarzen Meer, beschloss die Werchowna Rada am 3. März 2009 die Abberufung Ohryskos als Außenminister. Gegen Ohrysko stimmten Abgeordnete der Opposition und ein Teil der Fraktion des Blok Juliji Tymoschenko. Ohrysko wurde die faktische Niederlage der Ukraine vor dem Internationalen Gerichtshof zur Last gelegt. Im Streit um die Seegrenze ging es hintergründig um die Rechte zur Ausbeutung von vermuteten Rohstofflagerstätten im Schwarzen Meer.
Ohrysko ist verheiratet und hat einen Sohn und zwei Töchter. Er spricht neben Ukrainisch und Russisch auch Deutsch und Englisch.